# Joseph ben Moïse
Ne doit pas être confondu avec Joseph Porat (joueur d'échecs).
Joseph "Porat" ben Moïse est un tossafiste du XIIIe siècle.

## Éléments biographiques
Joseph Porat a vécu dans le nord de la France, peut-être à Caen comme le suppose Heinrich Gross (Joseph de Caen est cité par Samuel de Falaise comme autorité rabbinique). Il a étudié auprès du Rashbam, au point d'être pris par Abraham Zacuto pour son fils. C'est probablement lui qui est désigné sous le nom de « Joseph, petit-fils de Samuel ben Meïr » dans un commentaire sur le Pentateuque manuscrit.Il ne peut être identifié, comme l'a fait Hayim Nathan Dembitzer, à Joseph ben Moïse de Troyes, condisciple et contradicteur de Rabbenou Tam, bien qu'il ait entretenu une correspondance avec celui-ci lorsqu'il vivait à Ramerupt.

## Œuvres
Joseph Porat a écrit un commentaire du Talmud, cité dans les Tossafot sur T.B. Chabbat 52a et Yoma 37b & 46a. Selon Dembitzer, tous les passages cités dans les Tossafot au nom de Joseph sans autre précision devraient lui être attribués. 
Il serait aussi l'auteur d'un traité de mathématiques rédigé par Joseph ben Moshe Tzarfati.

## Source
- Cet article contient des extraits de l'article « JOSEPH PORAT BEN MOSES » par Solomon Schechter et Isaac Broydé de la Jewish Encyclopedia de 1901–1906 dont le contenu se trouve dans le domaine public.